# Havnartindur (Kunoy)
Havnartindur è una montagna alta 818 metri sul mare situata sull'isola di Kunoy, appartenente all'arcipelago delle Isole Fær Øer settentrionali, amministrativamente parte della Danimarca.
È la settima montagna, per altezza, dell'intero arcipelago.